# The Peril of the Plains
The Peril of the Plains è un cortometraggio muto del 1911 diretto da George Melford. Prodotto dalla Kalem Company e interpretato da Carlyle Blackwell e Alice Joyce, il film uscì nelle sale il 27 ottobre 1911.

## Trama
Una famiglia di coloni vive poveramente. Nancy e Bob, i bambini, vengono inviati dai vicini per chiedere un po' di farina, ma sulla strada vengono rapiti da una banda di indiani, mentre un altro gruppo di pellerossa penetra nella casupola dei Walker che riescono però a fuggire, nascondendosi in un canneto. I bimbi, al campo indiano, trovano un grosso cesto circolare in cui si nascondono e che fanno rotolare giù per la collina. Visto un grosso tronco vuoto, vi si nascondono e aspettano lì i soccorsi. Dopo un po', infatti, arrivano alcuni coloni partiti alla loro ricerca che sono venuti a salvarli.

## Produzione
Prodotto dalla Kalem Company

## Distribuzione
Il film - un cortometraggio di una bobina - uscì nelle sale statunitensi il 27 ottobre 1911, distribuito dalla General Film Company.